# Abelardo López Sarmiento
Abelardo López Sarmiento (1874–1937), industrial y alcalde de Bembibre de El Bierzo (1909–1911), desarrolla su vida en esta villa dedicado a actividades industriales propias, relacionadas con las empresas que administra, así como participando en la vida pública de la misma, llegando a ostentar el cargo de alcalde en el período 1909–1911,  periodo en que se produce la apertura de la villa a las innovaciones técnicas procedentes de Europa, como la llegada de la luz eléctrica en 1909 o del telégrafo en  1911, unas circunstancias propias de una época dominada por las innovaciones tecnológicas y los cambios organizativos en las empresas y mercados, cambios propios de la segunda revolución industrial durante la que desarrollará la mayor parte de su vida.

## Biografía

### Nacimiento e inicios
Nace en la Villa de Bembibre el día 21 de diciembre de 1874, hijo Ricardo López Rodríguez, natural de San Román de Bembibre, y de Josefa Sarmiento Barrio, coterránea de Castropodame. Residiendo en la villa, contrae matrimonio el 2 de septiembre de 1901 con María de los Ángeles Flórez Canseco, hija de Restituto Flórez García, natural de Valbueno (Riello), y de Saturnina Canseco Salgado, convecina de Adrados (Boñar), poblaciones todas ellas en la Provincia de León.
Fallece en la Villa, donde reposan sus restos, el día 3 de mayo de 1937, a los 63 años de edad, sucediéndole su viuda, que fallecerá el 20 de noviembre de 1970, y sus hijos Ricardo, Josefina, César, Manuel, Ángeles y Saturnina López Flórez.

### Trayectoria y trabajo
Ricardo López Rodríguez, padre de Abelardo López Sarmiento, se dedica al sector empresarial, gestionando sociedades metalúrgicas y licoreras creadas en 1868, en concreto el «Almacén y Comercio de Ferretería» y «las Fábricas de Alcoholes y Licores»,  una gerencia y administración que asume en 1900 su hijo, pasando éste a gestionar las compañías familiares, a las que se viene dedicando, y que ampliará con mejoras técnicas, fruto de las cuales reconstruye, en 1908, de nueva planta la Fábrica de Aguardientes, Licores y Jarabes, dotándola de bodegas vitivinícolas, depósito de orujos, aparatos para la destilación de aguardientes anisados y otros licores, sala de envasado y depósito de botellas, fábrica de licores que, bajo el nombre de «Destilería Sarmiento», continuará su actividad, tras su fallecimiento y hasta su completa disolución, con el título de «Viuda de Abelardo López Sarmiento e Hijos».

### Vida pública
Fruto de sus actividades personales y empresariales, Abelardo López Sarmiento se involucra en la vida pública de la villa en diferentes aspectos, siendo el más relevante su nombramiento como alcalde de Bembibre en el periodo 1909 – 1911, una función que ya ha desempeñado su progenitor en los periodos 1877–1879, 1881 y 1883–1884 y desempeñará su hijo, César López Flórez, en los años 1941–1946.
Bajo su mandato tiene lugar la llegada de la luz eléctrica, que se licita en 1909, lo que posibilita el inicio de la iluminación eléctrica de la villa, teniendo lugar la inauguración oficial del alumbrado público el sábado 28 de enero de 1911.
La instalación del servicio eléctrico tendrá unas consecuencias radicales sobre la vida de las personas y la villa, sirviendo como muestra la llegada del cinematógrafo, programándose para las Fiestas del Cristo de 1911 una primera proyección sobre la fachada de la iglesia, una proyección que tendrá continuidad con el establecimiento permanente de una sala de proyecciones. Así mismo, posibilita el inicio del servicio de telégrafos  por sistema morse en enero de 1909.